# Mail (voie)
Pour l’article ayant un titre homophone, voir maille.
Pour les articles homonymes, voir Mail.
Ne doit pas être confondu avec le mot anglais "mall" qui désigne une rue piétonne ou un centre commercial.

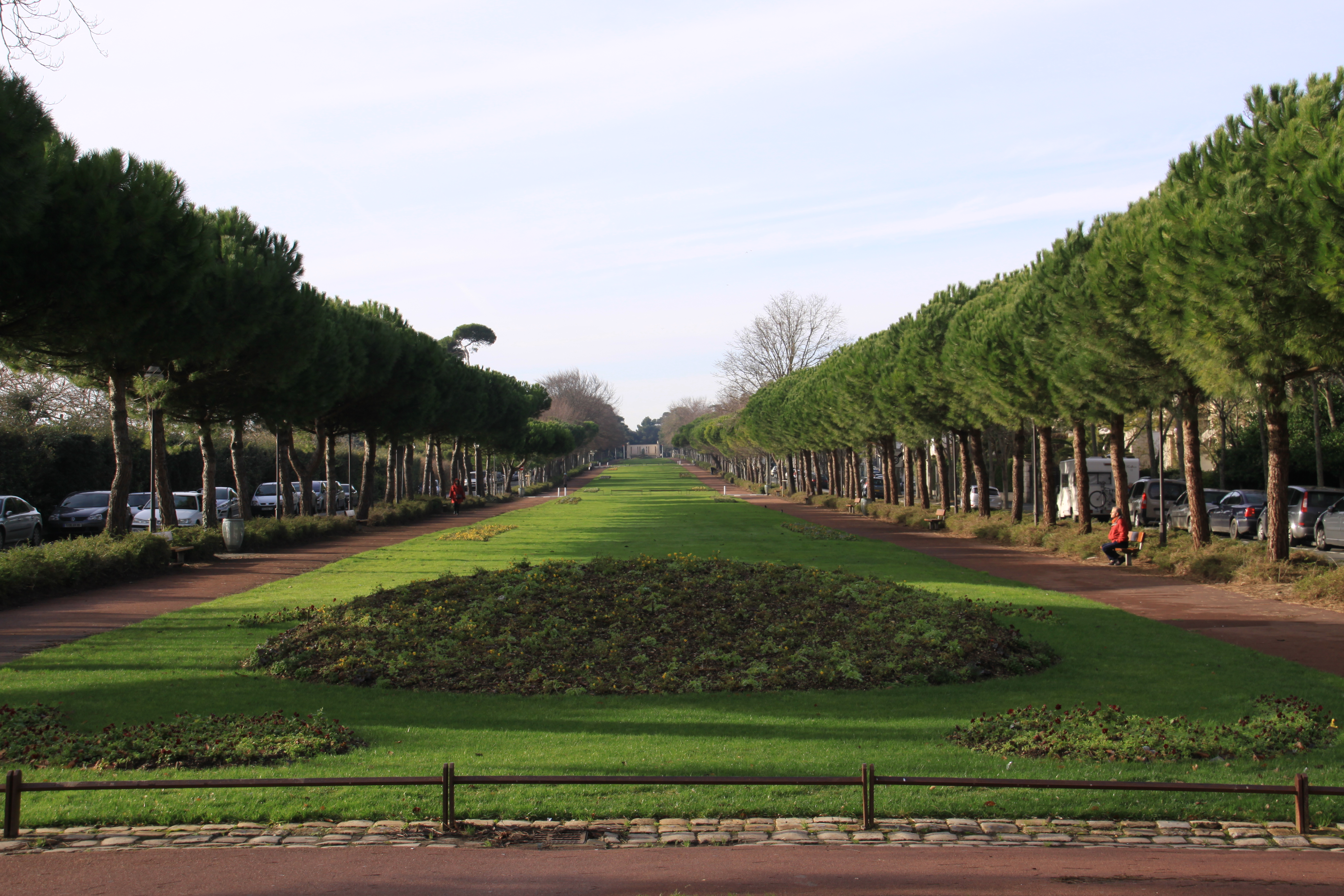
Le mail de La Rochelle.

Un mail (prononcé [maj] comme maille) est une large voie plantée d'arbres souvent réservée aux piétons.

## Présentation
Sa composition comprend généralement une large pelouse centrale bordée de chaque côté d'un chemin piétonnier. La rue du Mail à Paris, a été aménagée à l'emplacement de ce type de voie. Le jardin du Mail à Angers en est également un exemple.
Ce terme provient d'une reconversion du terrain propre au jeu de mail (sorte de golf urbain, ancêtre possible du croquet) en voie publique.
Dans les villages d'Île-de-France, les mails se situent souvent à l'emplacement des anciens remparts, par exemple le mail Olivier-Larronde à Saint-Leu-la-Forêt, dans le Val-d'Oise.